# Us (Jenissei)
Der Us (russisch Ус, auch Уса) ist ein rechter Nebenfluss des Jenissei in der russischen Region Krasnojarsk im Süden Sibiriens.
Der Us entspringt im Westsajan. Er fließt in überwiegend südwestlicher Richtung durch das Bergland zum Sajano-Schuschensker Stausee. Der Us hat eine Länge von 236 km. Der Us entwässert ein Areal von 6880 km². Der Fluss wird hauptsächlich von der Schneeschmelze gespeist. Der mittlere Abfluss (MQ) 12 km oberhalb der Mündung beträgt 64,5 m³/s. Im November gefriert der Us. Bis Anfang Mai ist er wieder eisfrei.